# Cereo
I cerei o candelore, sono delle opere d'arte lignee di varie dimensioni ed altezze, portate a spalla da alcuni portantini durante le festività dei santi patroni.
Sono dei doni della cittadinanza al patrono/a della città in segno di devozione.
Esse derivano dall'offerta della cera: con il passare dei secoli le grosse candele di cera offerte diventavano sempre più grandi e decorate, fino a far scomparire la cera stessa sostituita da una struttura barocca o rococò in legno riccamente decorato e dorato, ornata da angeli, statue e adornata di fiori. Sono solitamente 8 i portantini che ne reggono il grande peso, anche se ci sono delle eccezioni.
Esse sono concentrate nella provincia di Catania, presenti in diversi comuni, e a Licata nell'agrigentino.
Ogni candelora appartiene solitamente ad una categoria (mestiere o artigianato), quartieri, o associazioni che ne curano la manutenzione, l'adornamento e la sfilata.

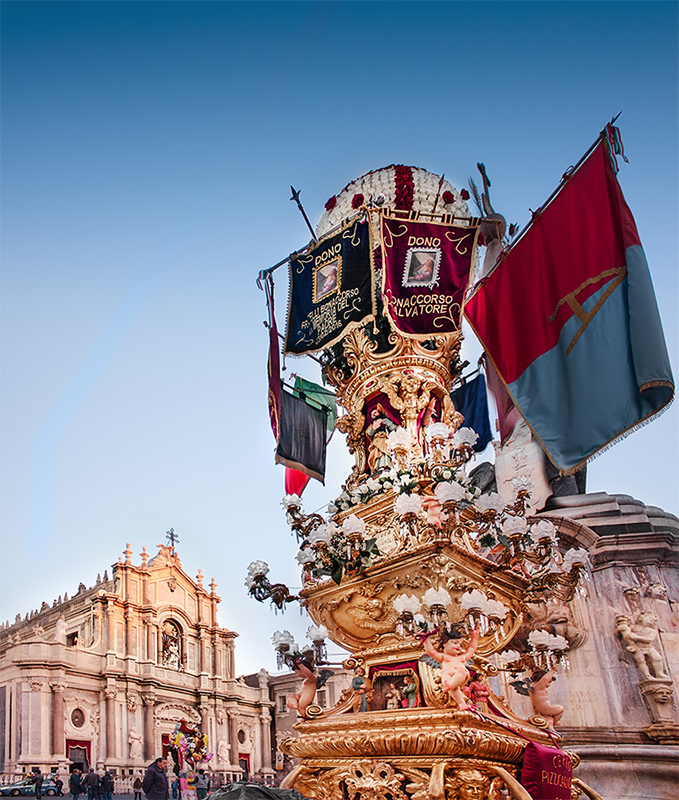
Cereo o cannalora per la festa di Sant'Agata, Piazza Duomo (Catania)

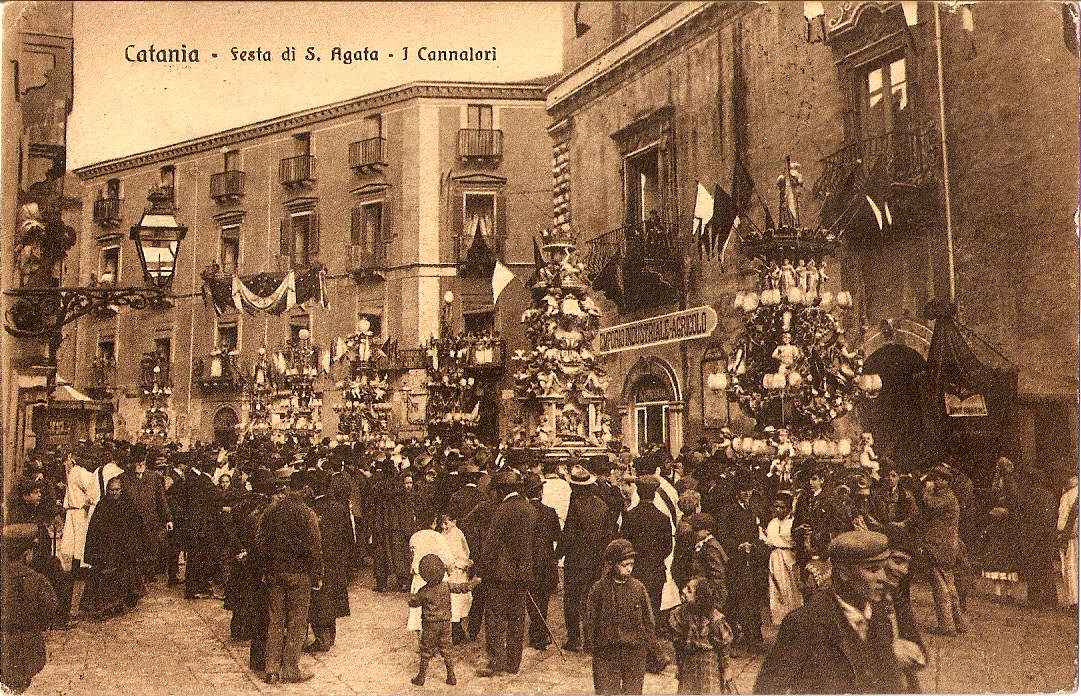
Processione dei cannalori nel 1915

## Catania e provincia

### Catania
I cerei, o cannalori, sono quindici e rappresentano le corporazioni delle arti e dei mestieri della città e alcune i quartieri e rioni della città.
Si tratta di grosse costruzioni in legno riccamente scolpite e dorate in superficie, costruite, generalmente, nello stile del barocco siciliano, e contenenti al centro un grosso cero (da qui il nome "cerei"). Sono decorate con putti, statue di santi e immagini della Santa, della sua vita e del suo martirio e nei giorni della festa vengono agghindate con ghirlande e composizioni floreali; nei tempi antichi, all'imbrunire, venivano illuminate con candele e lucerne oggi sostituite da lampade elettriche alimentate da accumulatori.
Queste macchine devozionali, dal peso che oscilla fra 400 e 900 chili, vengono abilmente portate a spalla da un gruppo costituito da 4 a 12 uomini (a seconda del peso della stessa), che le fanno avanzare sincronizzando il passo con una andatura caracollante molto caratteristica, detta "annacata", termine che in lingua siciliana identifica l'ancheggiamento tipico della camminata femminile da cui scaturisce da il detto tipicamente catanese "t'annachi comu 'na cannalora" (ancheggi come una candelora) riferendosi a chi, uomo o donna, cammina con tale andatura.
Le cannalore, oltre ad aprire il 3 febbraio di ogni anno la processione della "offerta della cera" da parte di tutte le componenti civili, religiose e culturali della città e precedere la processione del fercolo con le reliquie di sant'Agata nei giorni 4 e 5 febbraio, già 10 giorni prima iniziano a girare per la città portandosi presso le botteghe dei soci della corporazione a cui sono legate, scortate da una banda che suona allegre marcette.
I quindici cerei hanno, nel corso della processione alla quale partecipano, una posizione ben codificata sancita dalla data di realizzazione del cereo. Fanno eccezione, per tradizione e perché rappresentano due istituzioni che concorrono nella organizzazione della festa (il Vescovo e il Circolo Sant'Agata), la prima e l'ultima candelora tra queste:
1. Cereo di Monsignor Ventimiglia o di sant'Aita. È il più piccolo e fu donato nel 1766 da monsignor Ventimiglia allora vescovo di Catania.
2. Cereo dei rinoti[2] Questa è la prima delle grandi cannalore in processione, essendo la più antica, ed è costruita in stile barocco.
3. Cereo dei giardinieri costruito in stile gotico, è sormontato da una corona ed è per questo motivo che è soprannominato la regina delle cannalore.
4. Cereo dei pescivendoli (pisciari),[3] in stile rococò, si distingue per una corona floreale, pendente dagli altorilievi del secondo ordine, che conferisce una sensazione di movimento durante le evoluzioni dell'annacata e per questo fu soprannominata "la bersagliera".[4]
5. Cereo dei fruttivendoli, detto 'a signurina[5] per la sua semplice bellezza. Si distingue per essere realizzato su di una base costituita da quattro cigni.
6. Cereo dei macellai o dei chianchieri,[6] poggia su di una base costituita da quattro leoni ed ha, nella parte alta, una statua di San Sebastiano patrono della corporazione.
7. Cereo dei pastai o pastari,[7], risale ai primi anni del Settecento ed è costruito in stile barocco.
8. Cereo dei pizzicagnoli; è costruito in stile art noveau o liberty ed è realizzato su di una base costituita da quattro cariatidi.
9. Cereo degli osti o putiari,[8] è realizzato in stile impero ed è costruito su una base rappresentata da quattro leoni.
10. Cereo dei panificatori o pannitteri[9] è il più grande di tutti ed è trasportato da ben 12 portantini o vastasi e per la sua imponenza viene chiamata " 'a mamma".[10] La prima sua costruzione risale al XVIII secolo ed è costruito su di una base costituita da quattro statue di Atlante.
11. Cereo Villaggio Sant'Agata; donato a Sant'Agata nel 2010 da Salvatore Russo, presidente del Cereo, solamente 2 anni dopo entrerà a far parte delle processioni dei giorni 3, 4, 5 febbraio. In esso sono scolpiti le varie fasi del martirio di Sant'Agata.
12. Cereo dei mastri artigiani, donato a Sant'Agata nel 2016, entra a far parte della processione dall'anno 2018. Anticamente era donato alla Madonna Assunta, infatti viene conservato nell'omonima chiesa di Maria SS. Assunta alla Plaja.
13. Cereo "Devoti di Sant'Agata" donato alla Santa Patrona nel 2022, entra a far parte della processione dall'anno 2023.
14. Cereo "Luigi Maina", inaugurato durante i festeggiamenti agatini del 2024, entra a far parte della processione lo stesso anno.
15. Cereo del Circolo sant'Agata,[11] è stato realizzato nel 1874 in stile neoclassico. In esso sono raffigurati, oltre a sant'Agata, l'altro martire catanese, sant'Euplio. Pur non essendo quello di più recente costruzione, questo cereo per tradizione chiude sempre le processioni delle candelore.

Al di fuori dei periodi di festa (20 gennaio/5 febbraio e il 17 agosto) le candelore vengono conservate alcune all’interno della chiesa annessa al grande monastero benedettino di San Nicolò l’Arena ed altre presso alcune chiese della città dove vengono anche manutenute e restaurate a cura delle corporazioni di riferimento o di benefattori privati ad esse appartenenti che solitamente vengono ricordati nelle numerose bandiere e nei gagliardetti che adornano le stesse. Fanno eccezione alcune candelore per le quali non esistono più categorie di riferimento (es. quella degli osti) i cui costi di manutenzione e di partecipazione alle celebrazioni (come ad esempio il pagamento dei portatori) sono a carico del comitato dei festeggiamenti.

### Aci Platani
Offerta alla Madonna del Carmelo

Qui vi è una sola piccola candelora del 1910, con soli 6 portantini.

### Acireale
Offerte a Santa Venera, patrona della città e della Diocesi di Acireale.

Le 4 candelore originarie, realizzate tra il 1700 e il 1800, rappresentano le categorie:
- Pescivendoli
- Calzolai
- Panettieri e falegnami
- Muratori

A queste ve ne è stata aggiunta una quinta nel 2000: degli Artigiani della Cartapesta.
Le candelore acesi si distinguono dalle altre, che sono nella provincia, per le forme particolari, ovvero che non tendono a stringersi nella parte superiore, ma hanno la corona a forma principalmente ottagonale, che riprende le stesse misure della parte sottostante.
Molto particolare è il Cereo dei Calzolai, che diversamente delle altre candelore ricoperte di oro zecchino, essa è quasi totalmente dipinta a mano.

### Aci Sant'Antonio
Offerte a Sant'Antonio abate, patrono del paese Etneo.
Le 4 candelore, maestose opere d'arte realizzate nei secoli scorsi, rappresentano le categorie: 
- Agricoltori della Piana, oggi diventata degli Impiegati, costruita nel (1947) dal costruttore Pappalardo. Questo cereo è stato fortemente voluto da tutti i santantonesi che lavoravano alla piana di Catania. Ha 4 scenografie che riguardano sant'Antonio dove in una di queste è rappresentata la chiesa madre del paese. Veniva anche chiamata la "Bomboniera" per via del suo stile.
- Carrettieri/Commercianti (1911)
- Contadini, detto anche "u tronu" (1896)
- Mastri Artigiani e Operai, detto anche "a signurina" (1911)

Le maestose opere, hanno varie particolarità e bellezza. Uno sguardo particolare lo si ha sicuramente per il Cereo dei Contadini, detto più comunemente "U tronu" per via della sua grandezza e maestosità.

### Carruba
Offerta alla Madonna delle Grazie, col titolo di "Cereo della devozione Giovanile a Maria SS.ma".
Realizzata nel 2018, da un gruppo di giovani, in stile barocco moderno, adornata di dipinti e gagliardetti e dalle statue raffiguranti la Madonna delle Grazie, San Giuseppe(Sposo di Maria), San Martino(patrono del Pese) e Santa Venera(Patrona della Diocesi di Acireale). 

### Gravina di Catania
Offerta a Sant'Antonio di Padova

è presente una sola candelora, completata nel 2004.

### Mascalucia
Offerte a San Giuseppe

Simili alle candelore, i due cerei motrice sono delle vere e proprie opere d'arte che rappresentano i doni che la cittadinanza di Mascalucia porge, in segno di devozione, al santo. Le due si differenziano in grandezza, una piccola e l'altra mediamente alta.

### Misterbianco
Offerte a Sant'Antonio abate
I quattro Cerei (o "varette" nel dialetto misterbianchese) rappresentano le seguenti categorie (rispettivamente secondo l'ordine di sfilata nella processione in onore di Sant'Antonio Abate)
1. Maestri
2. Pastori
3. Carrettieri E Camionisti (Ex cereo Massai, successivamente Massai e Carrettieri, poi Carrettieri)
4. Vigneri

### Motta Sant'Anastasia
Offerte a Sant'Anastasia

Le 3 candelore rappresentano i rioni del comune:
- Panzera
- Vecchia Matrice
- Giovani Maestri

### Paternò
Offerte a santa Barbara

I 9 cerei o ("varette"), che rappresentano le varie corporazioni cittadine sono:
- Operai, chiamato anche dei Muratori o di santa Barbara, per il fatto che è l'ultima e precede il fercolo della Santa;
- Contadini;
- Commercianti, (anticamente dei “putiari do vinu”, cioè coloro che vendevano il vino);
- Panettieri, (o Mugnai)
- Dipendenti comunali, (un tempo dei macellai);
- Pescatori;
- Ortolani;
- Camionisti, (un tempo dei carrettieri);
- Massai (o più correttamente "Massari", da masseria, ovvero i proprietari terrieri).

Essi sono stati realizzati nel corso del XVIII secolo, inoltre sono delle vere e proprie opere d'arte in legno scolpito e indorato, che nel tempo sono diventati parte integrante della festa. Paternò vanta di avere il maggior numero di cerei in tutta la provincia dopo Catania.

### Pedara
Offerte a Maria SS. Annunziata.

Sono presenti 4 candelore, più una piccola portata da bambini
Sfilano in ordine di grandezza 
"A nica" o dei bambini è la candelora più piccola di tutta la provincia di Catania, non ha uno stile ben preciso in quanto varia ogni anno, la candelora ha il compito di avvicinare di più le famiglie alla festa patronale della Madonna. 
"A signurina" è la candelora più bella e più ricca di decorazioni, il suo nome deriva da un episodio accaduto nei primi anni della sua ristrutturazione, " si narra che un autobus pieno di turisti diretti all'hotel Bonaccorsi di Pedara, passava da corso ara di Giove trovando molto traffico, i portatori del cereo decisero di intrattenere i turisti ballando con la candelora di fianco all'autobus."
"A minzana" in italiano "la media", è la candelora che grazie al suo andamento fine e allegro ricorda molto la figura della Vergine Maria, la candelora è costituita da 4 ordini barocchi, nel primo sono collocati 4 angeli che salutano e invitano all'allegria, nel secondo ordine sono presenti dei quadretti che raffigurano i simboli Mariani, nel terzo sono presenti altri 4 angeli che sorreggono dei mazzi di fiori. Nella sommità c'è il mazzo e le bandiere di colore blu scuro.
"A rossa" quest'ultima apparteneva alle candelore di Sant'Agata all'interno della stessa è stata trovata una targhetta riportando la data 1810; fu acquistata dal presidente Domenico Pappalardo della confraternita Maria SS. Annunziata nel 1927, è la candelora più antica e più grande.
La candelora è costituita da 4 ordini barocchi
Con piccole dorature e 4 angeli che sorreggono dei Gigli, le bandiere sono tutte di colore azzurro chiaro con il nome del donatore giallo oro. La candelora è molto conosciuta nel paese per la sua semplicità. 
Uscirono per la prima volta in processione nel 1931 durante la festa detta "do Miricanu" cioè di un Pedarese che tornato dall'America aveva fatto fortuna, e donò del denaro per fare la festa al meglio.
La piccola e la media portata in 4, e la più grande portata in 6, erano i Catanesi col sacco di Sant'Agata a portarle in processione, fino al 1973. Nel 1974 la piccola e la media la portarono i Pedaresi, e nel 1975 anche la "grossa fu portata dai Pedaresi, fino ai giorni nostri. 

### San Giovanni la Punta
Offerta a San Giovanni Evangelista.

È presente una sola candelora, del quartiere Piazza, completata nel 1997 e che ha sfilato solo per due anni.

### Trecastagni
Offerte ai Santi Alfio, Filadelfo e Cirino.
Sono presenti due candelore recentemente restaurate, che rappresentano i circoli religiosi del paese, entrambe gestite dall'Associazione cattolica e culturale “Cereo SS. MM. Alfio Filadelfo Cirino”. Ogni candelora è trasportata da 8 portantini di "chiumma":
- Circolo dell'Immacolata, è il cereo più antico della città, in stile barocco, sormontato da una corona floreale, su base costituita da quattro Angeli. Restaurato nel 1997 grazie alle offerte dei fedeli.
- Circolo SS. Fratelli Martiri, in stile barocco, sormontato da una corona floreale, su base costituita da quattro Angeli. Restaurato nel 1999, anche grazie al contributo di alcuni emigrati in Australia.

## Agrigento e provincia

### Licata
Offerte a Sant'Angelo Carmelitano, patrono cittadino.

Le strutture processionali denominate cerei o torce ( 'ntorci), rappresentano i titoli di Sant'Angelo: Dottore, Confessore, Vergine e Martire (secondo altre interpretazioni: i quattro castelli cittadini, i quattro baluardi difensivi, le antiche corporazioni di mestieri, i vascelli saraceni che inseguivano la nave che riportava in patria le reliquie del martire). Fanno riferimento alla corporazione dei pastori, agricoltori e ortofrutticoli.
In origine, come da regolamento del 1751, i giudici per disciplinare i dissidi tra corporazioni, regolamentavano l'ordine di precedenza nel seguente modo: 
1. Agricoltura, ossia la Piana, parzialmente rovinata nel 1999 in seguito a caduta;
2. Pastorizia, ovvero il feudo Comuni;
3. Massari;
4. Pecorari.

Ciascuna ricalca lo stile classico o barocco o gotico. Dal 2012, dopo l'interruzione dovuta ad un incidente nel 1999, le quattro macchine sono affiancate da altrettante riproduzioni realizzate in materiale più leggero. Sono ospitate sotto la seconda e quinta arcata di ciascuna navata laterale del Santuario di Sant'Angelo.